# Eressa syntomoides
Eressa syntomoides är en fjärilsart som beskrevs av Rothschild. Eressa syntomoides ingår i släktet Eressa och familjen björnspinnare. Inga underarter finns listade i Catalogue of Life.